# Wyższa Szkoła Zarządzania „Edukacja” we Wrocławiu
Wyższa Szkoła Zarządzania „Edukacja” we Wrocławiu – niepubliczna szkoła wyższa powstała w 1997 we Wrocławiu. Założycielem Uczelni jest Ośrodek Kształcenia i Doskonalenia Zawodowego „Edukacja" Sp. z o.o., działający na podstawie zezwolenia Kuratorium Oświaty we Wrocławiu z dnia 15 czerwca 1993 roku. Zgodę na działalność wydało Ministerstwo Edukacji Narodowej. Uczelnia została wpisana do rejestru uczelni niepublicznych dnia 23 lipca 1997 roku (Nr DNS 1-0145/245/1/97) pod numerem 122.

## Władze uczelni
- Rektor: mgr inż. Ewa Pańka
- Dziekan: dr Jarosław Wąsiński

## Struktura uczelni
- Wydział Zarządzania Wyższej Szkoły Zarządzania „Edukacja” we Wrocławiu
- Wydział Turystyki Wyższej Szkoły Zarządzania „Edukacja” w Kłodzku

## Kierunki kształcenia
Obecnie uczelnia daje możliwość podjęcia nauki na trzech kierunkach prowadzonych we Wrocławiu i jednym w filii w Kłodzku.

### Studialicencjackie/inżynierskie
- Informatyka
- Pedagogika
- Zarządzanie

### Studiamagisterskie
- Zarządzanie
- Pedagogika